# Алабян, Каро Семёнович
Каро́ Семёнович Алабя́н (арм. Կարո Սիմոնի Հալաբյան; 14 [26] июля 1897, Елизаветполь, Российская империя — 5 января 1959, Москва, СССР) — советский архитектор. Действительный член Академии архитектуры СССР. Ответственный редактор журнала «Архитектура СССР». Член РСДРП с 1917 года. Заслуженный деятель искусств Армянской ССР (1940).

## Ранние годы
Каро Алабян родился в Елизаветполе (ныне Гянджа, Азербайджан) 14 (26) июля 1897 года. Отец умер, когда сыну было девять лет. С 15-летнего возраста работал репетитором, художником-плакатистом, разнорабочим, чтобы помочь семье. Получил среднее образование в Армянской семинарии в Тифлисе. Учился вместе с А. И. Микояном, дружба с которым сохранилась на долгие годы, работал в возглавляемой им подпольной марксистской группе. По окончании семинарии поступил в Московскую консерваторию по классу вокала, но в связи с октябрьскими событиями 1917 года вернулся в Тифлис. Руководил художественным отделом Армянского телеграфного агентства, редактировал революционные газеты, создал серию иллюстраций к произведениям поэта Егише Чаренца.В 1920 году назначен ответственным секретарём армянской-секции Кубано-Черноморского областного комитета РКП (Б). В 1922 году создаёт бюсты К. Маркса и С. Шаумяна, которые устанавливают в Александрополе.
В 1923 году ЦК Компартии Армении направляет Алабяна на учебу в Москву, где он поступает на архитектурное отделение ВХУТЕМАСа. Именно там, в годы учёбы, зародилась его дружба с архитекторами М. Д. Мазманяном, Г. Б. Кочаром, В. Н. Симбирцевым, вместе с которыми впоследствии он построил многие здания в Москве и Ереване. Алабян учился в Объединённых левых мастерских (ОБМАС) у Н. А. Ладовского, Н. В. Докучаева, В.Ф. Кринского. В студенческие годы был среди членов-учредителей Всероссийского общества пролетарских архитекторов (ВОПРА). С отличием окончил институт в 1929 году, выполнив дипломный проект «Парк культуры и отдыха в Москве».

## Работа в Ереване (1929—1931)

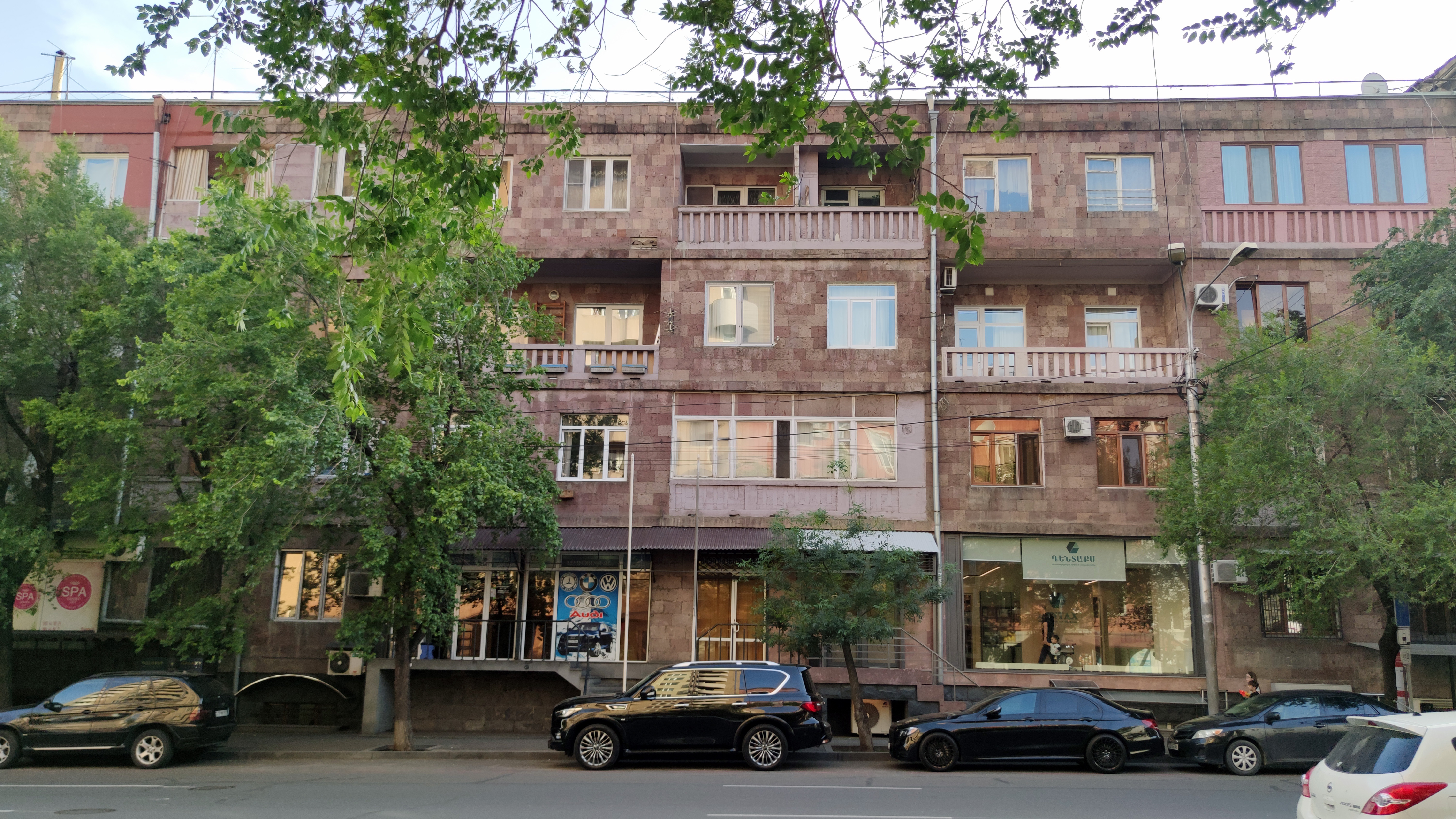
К. Алабян, М. Мазмазян. Дом для рабочих ЭрГЭС («Шахматный дом»)

Окончив институт, Алабян вместе с однокурсниками Г. Б. Кочаром и М. Д. Мазманяном возвращается в Ереван, где в эти годы начинается бурное строительство. Молодые архитекторы создают творческую группу Общества пролетарских архитекторов Армении (ОПРА), которую возглавляет Алабян. К группе присоединяются первые выпускники архитектурного отделения технического факультета Государственного университета Армении, среди которых — О. С. Маркарян, М. В. Григорян, С. А. Сафарян.
В архитектуре Еревана 1920-х годов доминирует неоклассическое направление, принципы которого были сформулированы архитектором А. О. Таманяном. Критично настроенные к традиции представители ОПРА привносят в город принципы новаторские принципы авангардной архитектуры. Разрабатываются новые типы сооружений: рабочие клубы, кинотеатры, административные здания.
Алабян находился в Армении всего два года, однако успел сделать многое за этот короткий период. В 1929—1931 гг. он руководит мастерской «Проектбюро», работает заместителем начальника Армгосстроя и начальником Армгоспроекта. По проектам архитектора в Ереване были сооружены клуб строителей, жилой дом электрохимического треста, дом главного геолого-разведочного управления, многие другие объекты. Эту практическую работу Алабян совмещает с преподаванием на архитектурном факультете Ереванского политехнического института.

## Москва. 1930-е годы
В 1931 году архитектор возвращается в Москву, где до 1932 года работает младшим научным сотрудником секции соцрасселения Института экономики Коммунистической академии. В 1933—1934 гг. работает в архитектурно-проектной мастерской №1 И.В. Жолтовского Отдела проектирования Моссовета и учится в аспирантуре Академии Архитектуры.
В 1932 году выходит постановление Политического бюро ЦК ВКП(б) «О перестройке литературно-художественных организаций», которым предусматривался роспуск существовавших литературных и художественных групп и образование единых творческих союзов. Алабян возглавляет организационный комитет Союза советских архитекторов (ССА), затем избирается его ответственным секретарём (до 1950 года). Среди достижений архитектора на руководящем посту — создание московского Центрального дома архитектора и Дома творчества архитекторов в усадьбе «Суханово».
В 1934 году совместно с В.Н. Симбирцевым возглавляет специально созданную для проектирования Центрального театра Красной Армии мастерскую. С конца 1936 года руководит мастерской по проектированию гражданских сооружений на железнодорожном транспорте Наркомата путей сообщения.
12 декабря 1937 года избран в депутаты Верховного Совета СССР 1-го созыва.
В годы Великой Отечественной войны руководил работой Союза архитекторов и Академией архитектуры, в 1941—1943 гг. работал в службе маскировки МПВО Моссовета, где разрабатывались планы маскировки важнейших промышленных и оборонительных сооружений.
С 1942 года — член Комиссии по учёту и охране памятников искусства, председатель Комиссии по восстановительному строительству ССА.
В 1943—1949 гг. руководит комиссией по восстановлению городов и сёл и творческой мастерской Академии архитектуры по восстановлению Сталинграда, работает над новым генеральным планом города. В 1944 году становится членом Комитета по делам архитектуры при СНК СССР.
10 февраля 1946 года избран в депутаты Верховного Совета СССР 2-го созыва.
В 1949—1953 гг. — вице-президент Академии архитектуры СССР.
В 1949–1951 гг. руководит проектной мастерской №2 треста «Мосгопроект», затем, уже до самой смерти — магистральной мастерской «Моспроекта».

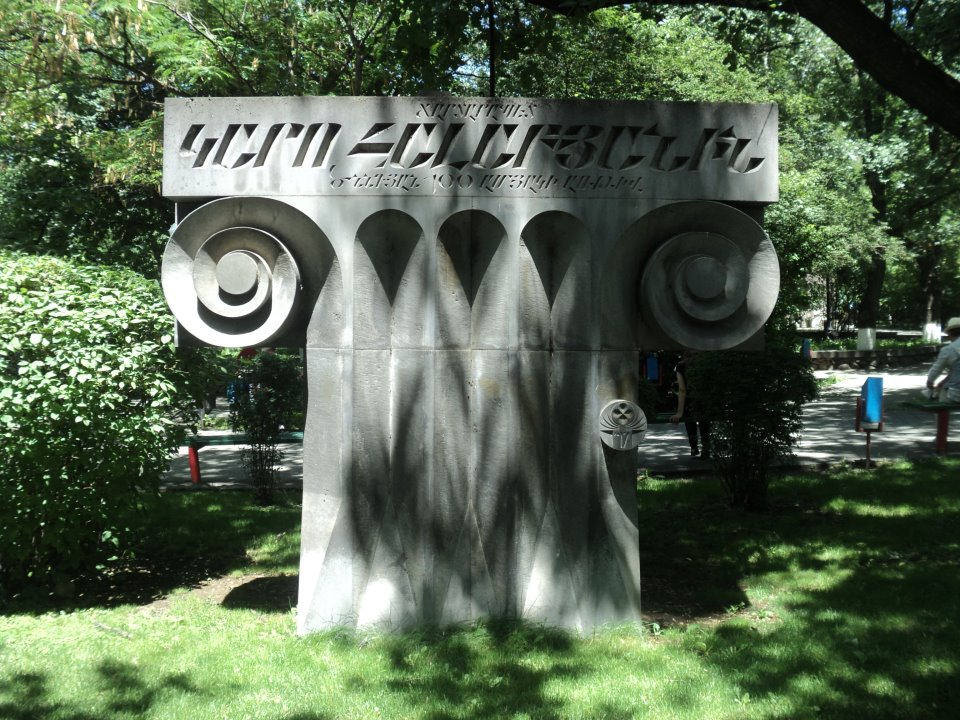
Памятник Алабяну на Кольцевом бульваре в Ереване

### Спор с Берией и отстранение от работы
После Второй мировой войны, когда в Москве началось проектирование сталинских высоток, на одном из совещаний по этому вопросу Л. П. Берия в числе преимуществ новых зданий назвал их экономичность. Один из авторов этих проектов Каро Алабян возразил, что экономичными эти здания никак не будут. Не имея аргументов, Л. П. Берия резко огрызнулся: «Будут». За этим казалось бы мелким инцидентом следуют исключение Алабяна из числа авторов проектов высоток и его смещение со всех постов. Вскоре направленный по указанию Берии на работу в мастерскую Алабяна человек оказался «японским шпионом». «Шпиона» арестовали, и арест грозил уже самому Алабяну. Здесь в дело вмешался А. И. Микоян, который без объяснения причин отправил К. С. Алабяна в Армению. У Алабяна в Москве остались годовалый сын и молодая жена — актриса Людмила Целиковская.
Умер 5 января 1959 года в Москве от рака лёгких, на 62-м году жизни.
Похоронен в Москве на Новодевичьем кладбище (участок № 5), надгробие — Н. Никогосян.

## Семья
- Был женат на актрисе Л. В. Целиковской[8][13]. Целиковская родила Алабяну единственного сына Александра (1949). Александр назвал своего сына в честь отца Каро. У Каро есть сын Дмитрий (1996)[14].

## Работы

### Архитектура
- Жилой дом ЭрГЭС («Шахматный дом»),1929—1930;
- Клуб строителей (совместно с Г. Б. Кочаром, М. Д. Мазманяном, Ереван, 1929;
- Дом Армгосстраха, Ереван;
- Центральный театр Красной армии (совместно с В. Симбирцевым), Москва, 1934—1940;
- Участие в разработке Генерального плана реконструкции Москвы, 1935;
- Павильон Армянской ССР на ВСХВ (совместно с С. Сафаряном), Москва, 1939;
- павильон СССР на Международной выставке в Нью-Йорке (1939; совместно с Б. М. Иофаном), за что был удостоен звания Почётного гражданина Нью-Йорка;
- генеральный план послевоенного восстановления Сталинграда (совместно с Н. Поляковым и др.), 1943—1949;
- комплекс зданий Высшей партийной школы на Миусской площади (совместно с Л. Б. Карликом и др.), 1940—1950-е гг.;

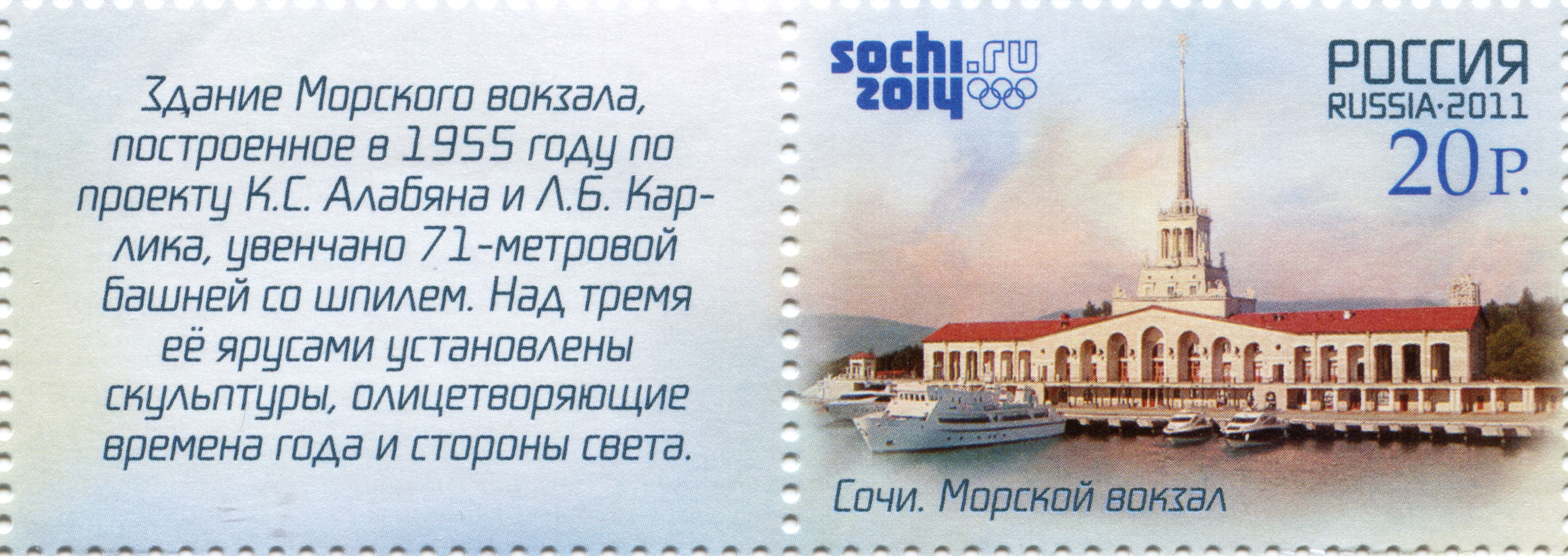
Здание сочинского Морского вокзала было построено в 1955 году по проекту архитекторов К. С. Алабяна и Л. Б. Карлика. Двухэтажное здание Морского вокзала в центре увенчано 71-метровой башней со шпилем. Над тремя ярусами башни установлены скульптуры, олицетворяющие времена года и стороны света. Почтовая марка, 2011 год.

- наземный вестибюль станции метро «Краснопресненская» (в соавторстве с Т. А. Ильиной, В. И. Алёшиной и Т. Д. Зебриковой), Москва, 1952;
- План построения Сочинского порта (совместно с Л. Б. Карликом) 1951—1952 гг.;
- Конкурсный проект восстановления Крещатика, 1940-е гг.;
- Железнодорожный вокзал в Воронеже (совместно с В. Скаржинским), 1954;
- Сочинский морской вокзал (совместно с Л. Б. Карликом), 1955;
- Проект планировки жилого района Химки-Ховрино, конец 1950-х гг.;

Графика и иллюстрации
Создал ряд юмористических графических рисунков, иллюстраций к произведениям Егише Чаренца, в 1924 году вместе с М. Мазманяном оформил постановку пьес Луначарского «Красная маска» («Поджигатели»), Демирчяна «Храбрый Назар» в Первом государственном театре Армении.

## Достижения
- 1-я премия в конкурсе на проект Дворца Советов (1933)
- почётный член-корреспондент Королевского института британских архитекторов (1936)
- депутат ВС СССР (1937—1950)
- ответственный секретарь СА СССР (1949—1950)
- вице-президент Академии архитектуры СССР (1949—1953)
- член-корреспондент Британского Королевского института архитектуры (1936)

## Награды
Ордена и медали
- Три ордена Трудового Красного Знамени (16.09.1939[15], 06.08.1947, 01.02.1957)
- Орден «Знак Почёта» (13.07.1940) — за успешную работу по осуществлению Генерального плана реконструкции Москвы[16]
- Медали

Звания
- Заслуженный деятель искусств Армянской ССР (18.11.1940)[17][18]

Премии
- Гран-при на Международной выставке искусств и техники в Париже

## Память

Памятник Каро Алабяну в Москве

- В честь Каро Алабяна названы улицы в Москве (улица Алабяна) и Ереване (улица Алабяна).
- На улице Алабяна в сквере «Арбатец» в Москве осенью 2020 года был установлен, а 27 апреля 2021 года торжественно открыт памятник архитектору[19] (скульптор Георгий Франгулян[20], архитекторы — Ашот Татевосян, Андрей Франгулян и Карина Даниелян).